# Christian Poncelet
Christian Pocelet (ur. 24 marca 1928 w Vouziers, zm. 11 września 2020 w Remiremont) – francuski polityk, parlamentarzysta krajowy i europejski, były przewodniczący Senatu.

## Życiorys
Po studiach pracował w Postes, télégraphes et téléphones, francuskiej administracji zajmującej się pocztą i telekomunikacją.
W latach 1962–1972 zasiadał w Zgromadzeniu Narodowym. Do niższej izby parlamentu został też wybrany w 1973. Zrezygnował z mandatu w związku ze sprawowaniem funkcji rządowych. W okresie od 1972 do 1977 pełnił funkcję sekretarza stanu w różnych resortach, odpowiadając m.in. za zatrudnienie, budżet i kontakty z parlamentem.
W 1977 po raz został wybrany na senatora z departamentu Wogezy. W latach 1976–2015 był przewodniczącym rady tego departamentu. Od 1979 do 1980 zasiadał w Parlamencie Europejskim. Zajmował także stanowiska w administracji terytorialnej. Był zastępcą mera, a w latach 1983–2001 merem miasta Remiremont, a przez 15 lat (do początku lat 90.) radnym regionalnym Lotaryngii.
Od lat 60. był związany z kolejnymi ugrupowaniami gaullistowskimi – Unią na rzecz Nowej Republiki i Unią Demokratów na rzecz Republiki. Po rozwiązaniu tej ostatniej działał w Zgromadzeniu na rzecz Republiki, w 2002 przystąpił do współtworzonej przez RPR Unii na rzecz Ruchu Ludowego.
W wyborach w 1986, 1995 i 2004 skutecznie ubiegał się o reelekcję do Senatu. 1 października 1998 wybrano go na urząd przewodniczącego wyższej izby francuskiego parlamentu. Stanowisko to zajmował do 1 października 2008. Wcześniej Christian Poncelet sam zadeklarował, że nie będzie ponownie ubiegał się o tę funkcję. Mandat senatora wykonywał do 2014.
Odznaczony m.in. Krzyżem Wielkim Orderu Zasługi Rzeczypospolitej Polskiej (2000).